# Christopher Nolan (scrittore)
Christopher Nolan (Mullingar, 6 settembre 1965 – Beaumont, 20 febbraio 2009) è stato uno scrittore e poeta irlandese.
Figlio di Joseph e Bernadette Nolan, cresciuto nella città irlandese di Mullingar, si trasferì presto con la famiglia a Dublino per frequentare le scuole: la Central Remedial Clinic School, la Mount Temple Comprehensive School e infine il Trinity College. Il suo primo libro fu pubblicato quando aveva appena quindici anni. Nel 1988 vinse il Whitbread Book Award per la sua autobiografia. Il Regno Unito gli conferì anche una laurea ad honorem in Lettere. Ha ricevuto inoltre la medaglia d'eccellenza dalla United Nations Society of Writers e il premio "Person of the Year" dalla Repubblica d'Irlanda.

## Biografia
A causa di alcune complicazioni sopraggiunte durante il parto (rimase per circa due ore senza ossigeno), Nolan nacque con una paralisi cerebrale infantile e riusciva a muovere solamente la testa e gli occhi, comunicando con gli altri con il semplice movimento di questi. Per poter scrivere utilizzava un computer e una tastiera speciali. Per digitare le parole, lettera dopo lettera, Christopher si serviva di una specie di indicatore attaccato alla sua fronte e nel mentre sua madre Bernadette lo aiutava tenendogli la testa fra le sue mani.
I membri degli U2, la famosa rock band irlandese, frequentarono lo stesso liceo dove andò lo scrittore e i cinque divennero presto amici. La canzone Miracle Drug, contenuta nell'album How to Dismantle an Atomic Bomb è dedicata proprio a lui e alla sua storia. Di Christopher il cantante Bono disse:
"Andavamo tutti alla stessa scuola e proprio quando frequentavamo l'ultimo anno arrivò un tizio di nome Christopher Nolan. Quando è nato, rimase senza ossigeno per due ore. Ed è per questo motivo che è diventato paraplegico. Ma sua madre credette sin dall'inizio che Christopher fosse in grado di capire cosa succedesse intorno a lui e cominciò ad insegnargli qualcosa a casa. In seguito scoprirono una medicina che gli permetteva di muovere i muscoli del collo. Decisero allora di attaccargli sulla fronte un congegno a forma di unicorno e a poco a poco imparò così a battere a macchina. Col tempo uscirono fuori tutte le poesie che aveva come immagazzinato nella sua testa. In seguito le raccolse in un libro intitolato Dam-Burst of Dreams, che vinse tantissimi premi. Andò all'università e divenne un vero genio. Tutto ciò grazie all'amore di sua madre e alle scoperte in campo medico."
Nolan, come dichiarò la stessa famiglia attraverso un comunicato, morì alle 2:30 di notte del 20 febbraio 2009 presso l'ospedale di Beaumont (sobborgo di Dublino), perché del cibo finì nelle vie respiratorie.

## Opere
- Dam Burst of Dreams. Pubblicata nel 1981, è un'acclamata collezione di poesie, paragonate dalla critica ai lavori degli illustri connazionali William Butler Yeats e James Joyce.
- Under the Eye of the Clock. Pubblicata nel 1987, vinse il Whitbread Award. Si tratta di un'autobiografia raccontata però in terza persona e tratta principalmente della sua malattia.
- Torchlight And Lazer Beams. Pubblicata nel 1988, è un'opera scritta insieme al direttore del Gaiety Theatre di Dublino, Michael Scott. Si tratta della versione teatrale de Under the Eye of the Clock, contenente anche alcune poesie inedite di Nolan.
- The Banyan Tree. Pubblicato nel 1999, il romanzo descrive il matrimonio di una donna irlandese e la sua vita insieme ai suoi tre bambini.